# 北上線
北上線（日语：／ Kitakami sen */?）是一條連結岩手縣北上市的北上站與秋田縣橫手市的橫手站，屬於東日本旅客鐵道（JR東日本）的鐵路線（地方交通線）。

## 路線資料
- 管轄（事業類別）：東日本旅客鐵道（第一種鐵道事業）、日本貨物鐵道（第二種鐵道事業）
- 路段（營業距離）：北上站－橫手站 61.1公里[2]
- 軌距：1067毫米
- 站數：15個（包括起終點站）[2]
  - 若只限屬於北上線的車站，排除起終點站（北上站屬於東北本線，橫手站屬於奧羽本線[3]）則為13個。
- 複線路段：沒有（全線單線）
- 電氣化路段：沒有（全線非電氣化（日语：非電化））
- 閉塞方式：特殊自動閉塞式（軌道回路檢知式）
- 保安裝置：
  - ATS-Ps（北上站構內）
  - ATS-SN
- 運轉指令所（日语：運転指令所）：
  - 北上站－橫手站間 盛岡綜合指令室（CTC）
  - 橫手站構內由秋田輸送指令管轄。
- 擔當乘務員區所：盛岡運輸區北上派出（日语：盛岡運輸区#北上派出）、橫手運輸區（日语：横手運輸区）
- 最高速度：85公里/小時
- 最大坡度：20.0‰（和賀仙人－湯田錦秋湖間等）

北上站－湯田高原站間由東日本旅客鐵道盛岡支社管轄，黑澤站－橫手站間由東日本旅客鐵道秋田支社管轄。

## 歷史
北上線最初以西橫黑輕便線与東橫黑輕便線的名称開業，1922年改名西橫黑線与東橫黑線，1924年11月15日全線開業之時取名為横黑線（おうこくせん）。「横黒」，即取横手與黑澤尻（現在的北上）第一個字命名。
黑澤尻車站於1954年3月25日改稱為北上車站，横黑線則於1966年10月20日改稱為北上線。据说1966年全线开通的田澤湖線以秋田縣的田澤湖命名，作为交换横黑線以岩手縣一侧的“北上”命名。
1962年，因湯田大壩興建，岩澤 - 陸中川尻間15km的鐵道必須改變路線（大壩於1964年完成）,造成大荒澤站降等為信號場，并在1970年廢站。現在舊線遺蹟存在於和賀仙人站周邊與湯田大壩的人工湖（錦秋湖）湖底。錦秋湖的枯水期甚至可見到被埋在湖底的隧道以及相關設施。
目前北上线以地域輸送为主要功能，然而此線連接東北本線與奧羽本線，且線形良好，因此过去还有补充奧羽本線运能的功能；東北新幹線開業前更是仙台 - 秋田間最短路线，成为仙台 - 秋田間特急青叶號、急行北上號所经路线。秋田新幹線開業后，北上线不再负责长途运输，但仍多次成為災害發生時的繞道替代路線，曙、白鶴、夕鶴等臥鋪列車都曾經由北上線繞道行駛。

### 東横黑線
- 1921年（大正10年）
  - 3月25日　【開業】東横黑輕便線　黑澤尻 - 横川目(14.3km)　【車站新設】藤根、横川目
  - 11月18日　【延伸開業】横川目 - 和賀仙人(7.3km)　【車站新設】岩澤、和賀仙人
- 1922年（大正11年）9月2日　【線名改稱】東横黑線
- 1923年（大正12年）4月15日　【車站新設】江釣子
- 1924年（大正13年）10月25日　【延伸】和賀仙人 - 大荒澤(3.7km)　【車站新設】大荒澤

### 西横黑線
- 1920年（大正9年）10月10日　【開業】西横黑輕便線　横手 - 相野野(7.7km)　【車站新設】相野野
- 1921年（大正10年）11月27日　【延伸開業】相野野 - 黑澤(9.1km)　【車站新設】黑澤
- 1922年（大正11年）
  - 9月2日　【線名改稱】西横黑線
  - 12月16日　【延伸開業】黑澤 - 陸中川尻(9.1km)　【車站新設】陸中川尻

### 全通後
- 1924年11月15日：大荒澤 - 陸中川尻（9.1km）開業，全線開通，改稱「横黑線」（東横黑線及西横黑線統一編入），新設陸中大石站。
- 1948年12月25日：新設岩手湯田站。
- 1951年：

- 4月：增設小松川臨時乘降場。
- 12月25日：小松川站昇格為車站。

- 1954年11月10日：黑澤尻站改稱為「北上站」。
- 1961年6月28日：鷲之巢铁桥建設事故，造成10人死亡、2人重傷。[8]
- 1962年12月1日：大荒澤站廢站，降為信號場；又因建設湯田大壩而改變路線，和賀仙人站、陸中大石站及大荒澤信號場遷移，岩澤～和賀仙人～陸中大石～陸中川尻間總長度增加了0.8公里。
- 1963年：

- 5月15日：新設柳原站及立川目站。
- 7月15日：新設平石站及矢美津站。

- 1966年10月20日：路線名稱改稱北上線。
- 1967年3月20日：不再以蒸氣機車行走。
- 1970年：廢除大荒澤信號場。
- 1986年10月30日：废止貨物列車。
- 1987年
  - 4月1日：全線貨運服務取消，另因國鐵分割民營化，路線由東日本旅客鐵道承繼。
  - 10月：日本貨物鐵道（JR貨物）恢复季節性貨物列車。[9][10]
- 1989年10月1日：JR貨物以「第二種鐵道事業」開始通年運行貨物列車。[9][10]
- 1990年
  - 3月10日：貨物列車定期化。[9][10]
  - 3月13日：導入JR東日本KiHa 100系柴油動車組。
- 1991年：

- 3月16日：開始一人控制。
- 6月20日：陸中大石站改稱為「湯田錦秋湖站」、陸中川尻站改稱為「安心湯田站」、岩手湯田站改稱為「湯田高原站」。

- 1994年10月1日：全線特殊自動閉塞（軌道回路檢知式）・列車集中制御装置化、和賀仙人・黒澤車站無人化、相野野車站簡易委託化。
- 1996年
  - 3月30日：由於田澤湖線線路改軌，為了接駁新幹線，秋田接力號列車運轉開始。
  - 10月1日：黑澤站－橫手站間管轄单位由盛岡支社转移至秋田支社。
- 1997年3月22日：新幹線接駁特急「秋田接力號」運轉結束。
- 1999年12月4日：快速列車「北上」废止。
- 2010年3月14日：貨運列車運轉休止。
- 2013年3月16日：所有列车一人控制。
- 2016年12月1日：平石站及矢美津站，冬季所有列車通過。
- 2017年3月4日：开始开行快速列車。
- 2022年3月12日：平石站及矢美津站廢站[11][12]。

## 運行形態

### 客运輸送
目前北上線图定列车皆为普通列车，並實施一人控制的行駛方式，包括各停列车与不停靠小松川的快速列車，2023年3月18日起快速列車每日设有北上 - 横手間下行3班、上行1班；过去快速列車曾有下行4班、上行2班，其中一班上行直通東北本線一之关站。各停列车则有下行4班、上行5班、北上 - 安心湯田下行1班、上行2班，以及假日運休的北上 - 藤根1往復。

### 貨物輸送
过去北上線作为仙台 - 秋田間最短路线，日本国铁安排与東北本線、奥羽本線直通的貨物列車，但随着貨物运输改革，在1986年废除北上線的貨物列車。不过在国铁分割民营化后，由于日本在1980年代经历泡沫經濟的经济繁荣，JR貨物在1987年重新开行北上線的貨物列車，并在1990年定期化开行。输送货物主要是宮城、福島的啤酒制品，和秋田侧的稻米等農産品、以及東北製紙生产的紙製品。然而由于输送货物减少，北上線的貨物列車在2010年再次废除，但JR貨物仍作为第二種鐵道事業，保有使用北上線的权利，北上線的货物营业里程设定也依然保留。

### 过去的優等列車
北上線的優等列車始于1962年开行仙台站至青森站之間的急行「曙」，途經東北本線、北上線和奧羽本線，1968年改名為「北上」。1971年增开仙台站至秋田站之間臨時特急「青葉」，并在1972年3月升級為定期列車，1975年由於車務調動的關係，「青葉」被降級為急行「北上」，至1982年前，急行「北上」共有3個往返班次--仙台站至秋田站之間2個往返班次，青森到發1個往返班次，於北上線只有陸中川尻站停車。
1982年東北新幹線啟用，「北上」降級為快速列車，運輸區間改為北上站至湯澤站之間，直到1999年废除。另外1996年3月30日至1997年3月22日间，由於田澤湖線線路配合秋田新幹線施工改軌，為了接駁新幹線设置秋田接力號列車，經北上線運行。

## 使用车辆

### 現在使用的列車
- JR東日本KiHa 100系柴聯車

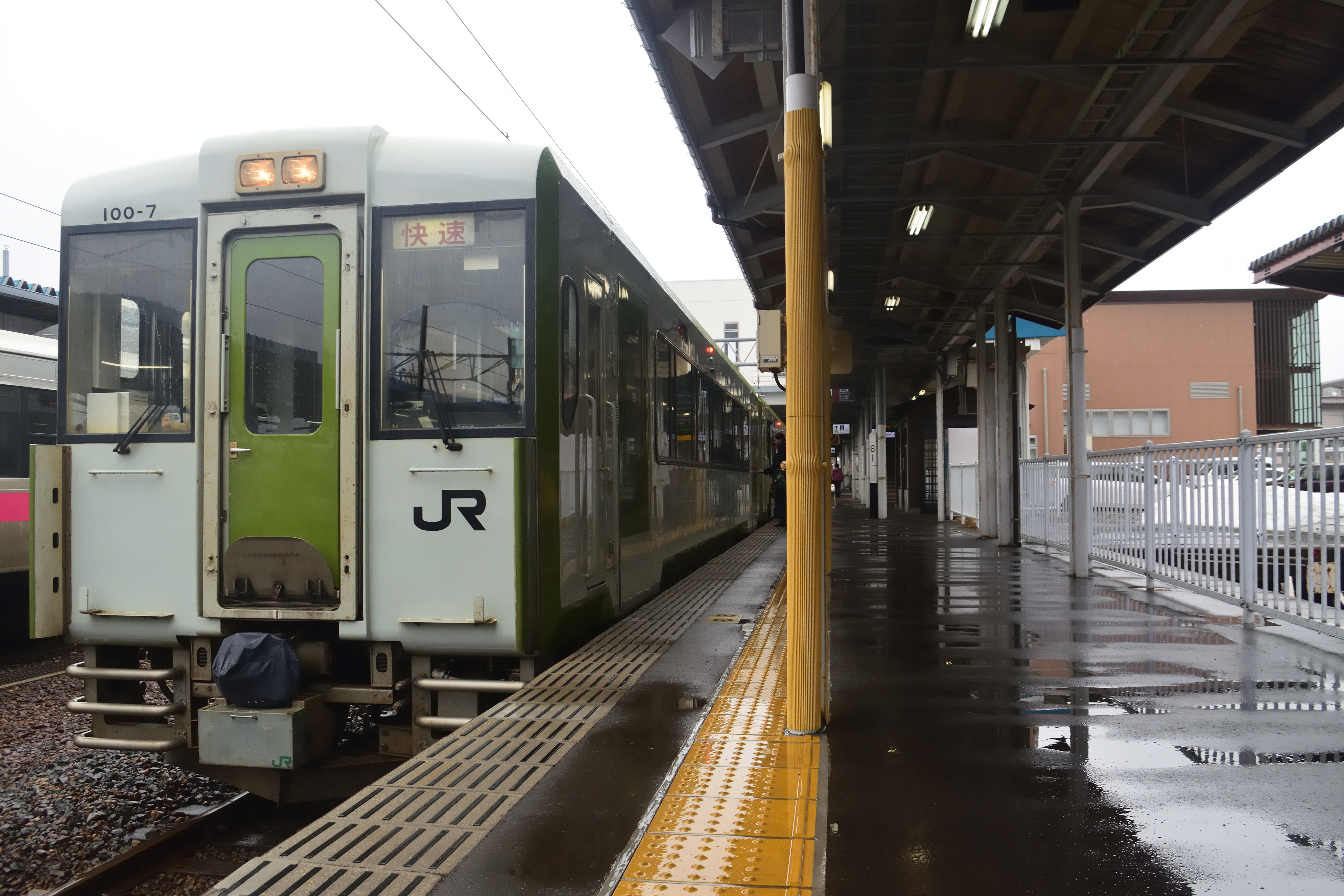
横手站的KiHa 100系
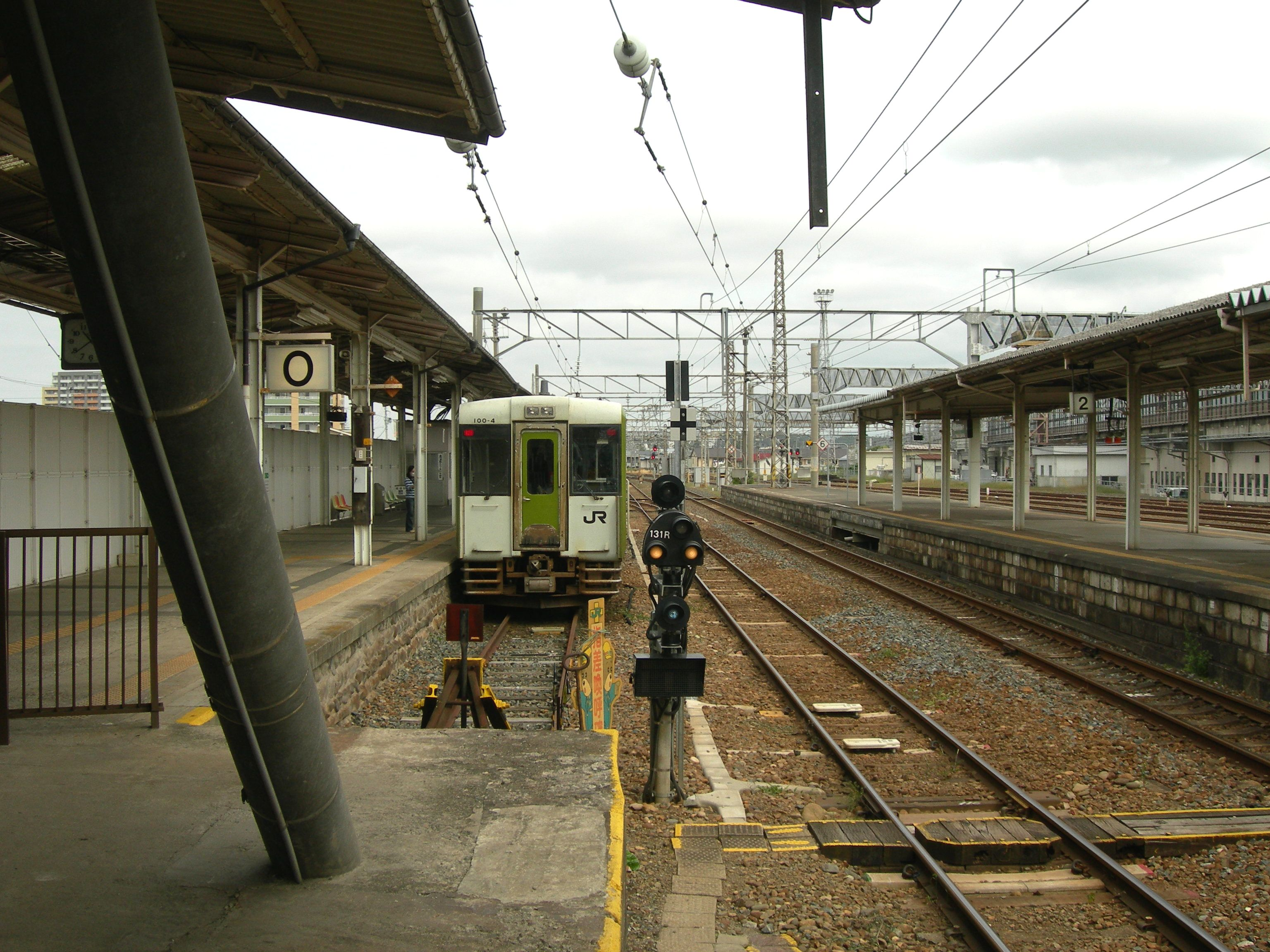
北上站的KiHa 100系
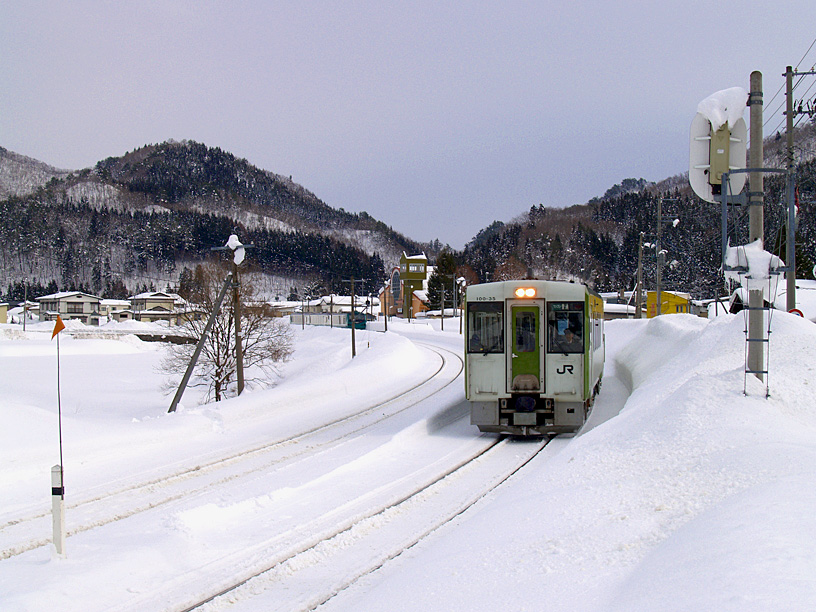
冬季相野野站附近的KiHa 100系

### 過去使用的列車

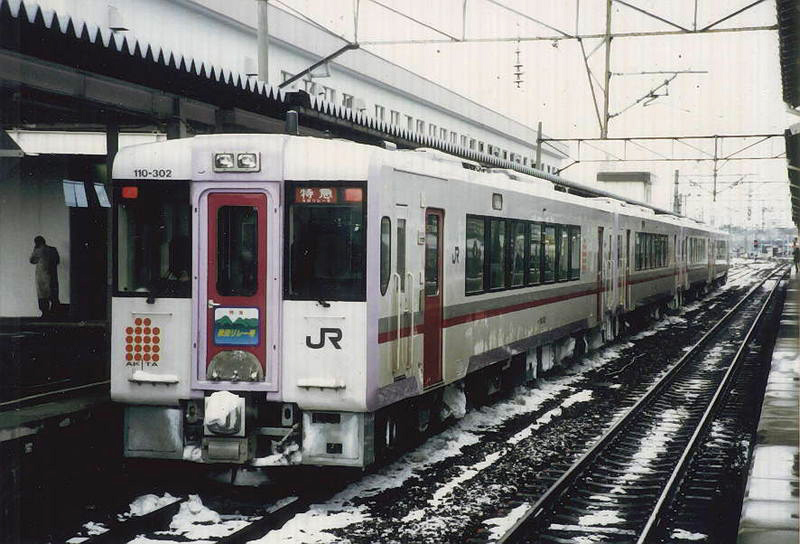
KiHa 110系300番台擔當的「秋田接力」

- JR東日本KiHa 110系300番台柴聯車 - 特急「秋田接力」
- 日本國鐵KiHa58系柴聯車（日语：国鉄キハ58系気動車） - 急行「曙」、「北上」、普通列車[15]
- 日本國鐵KiHa 181系柴聯車 - 特急「青葉」
- 日本國鐵KiHa20系（日语：国鉄キハ20系気動車）[15]、KiHa40系、KiHa26型柴聯車（日语：国鉄キハ55系気動車#キハ26形）[16] - 普通列車
- 日本國鐵DD51型柴油機車 - 牵引货车、临时客运列车[7]

## 車站列表
- 停靠站
  - 快速… ●：停靠，｜：通過
  - 普通… ●：停靠，▲：冬期（12月1日－翌年3月31日）通過，冬期以外停靠。
- 軌道（全線單線） … ◇、∨、∧：可列車交會，｜：不可列車交會

| 中文站名   | 日文站名 | 英文站名 | 站間營業距離 | 累計營業距離 | 普通 | 快速 | 接續路線                               | 軌道 | 所在地        | 所在地          |
| ---------- | -------- | -------- | ------------ | ------------ | ---- | ---- | -------------------------------------- | ---- | ------------- | --------------- |
| 北上       |          |          | -            | 0.0          | ●    | ●    | 東日本旅客鐵道： 東北新幹線、■東北本線 | ∨    | 岩手縣        | 北上市          |
| 柳原       |          |          | 2.1          | 2.1          | ●    | ●    |                                        | ｜   | 岩手縣        | 北上市          |
| 江釣子     |          |          | 3.1          | 5.2          | ●    | ●    |                                        | ｜   | 岩手縣        | 北上市          |
| 藤根       |          |          | 3.2          | 8.4          | ●    | ●    |                                        | ◇    | 岩手縣        | 北上市          |
| 立川目     |          |          | 3.7          | 12.1         | ●    | ●    |                                        | ｜   | 岩手縣        | 北上市          |
| 橫川目     |          |          | 2.2          | 14.3         | ●    | ●    |                                        | ｜   | 岩手縣        | 北上市          |
| 岩澤       |          |          | 3.8          | 18.1         | ●    | ●    |                                        | ｜   | 岩手縣        | 北上市          |
| 和賀仙人   |          |          | 2.2          | 20.3         | ●    | ●    |                                        | ◇    | 岩手縣        | 北上市          |
| 湯田錦秋湖 |          |          | 8.5          | 28.8         | ●    | ●    |                                        | ｜   | 岩手縣        | 和賀郡 西和賀町 |
| 安心湯田   |          |          | 6.4          | 35.2         | ●    | ●    |                                        | ◇    | 岩手縣        | 和賀郡 西和賀町 |
| 湯田高原   |          |          | 3.9          | 39.1         | ●    | ●    |                                        | ｜   | 岩手縣        | 和賀郡 西和賀町 |
| 黑澤       |          |          | 5.2          | 44.3         | ●    | ●    |                                        | ◇    | 秋田縣 橫手市 | 秋田縣 橫手市   |
| 小松川     |          |          | 5.3          | 49.6         | ●    | ｜   |                                        | ｜   | 秋田縣 橫手市 | 秋田縣 橫手市   |
| 相野野     |          |          | 3.8          | 53.4         | ●    | ●    |                                        | ◇    | 秋田縣 橫手市 | 秋田縣 橫手市   |
| 橫手       |          |          | 7.7          | 61.1         | ●    | ●    | 東日本旅客鐵道：■奧羽本線              | ∧    | 秋田縣 橫手市 | 秋田縣 橫手市   |

### 廢站
- 大荒澤站（日语：大荒沢信号場）：和賀仙人站－陸中大石站（現在的湯田錦秋湖站）間。1962年12月1日移至新線時降格為信號場。1970年廢除。
- 平石站：2022年3月12日廢站，小松川～相野野間（北上起51.6公里）
- 矢美津站：2022年3月12日廢站，相野野～橫手間（北上起56.6公里）

## 和賀轻便軌道
和賀轻便軌道是1907年-1922年间黒泽尻（現北上站）与仙人（現和賀仙人站付近）間運行軌距762mm輕便鐵路，以貨物運送 (矿石、铁)为目的，开业初期为臺車，之后改为馬車鐵路。